# Ingeborg Børch
Ingeborg Børch (født 31. december 1977) er en dansk mezzosopran bosat i Berlin, hvor hun arbejder som freelance operasanger. I 2020 har hun været i Danmark, hvor hun har sunget i kirker mv.

## Sangeruddannelse
Ingeborg Børch er uddannet fra Operaakademiet og Solistklassen i København og Royal Academy of Music (RAM) i London. Hun blev optaget på Det Kongelige Danske Musikkonservatorium (DKDM) i august 2000 og flyttede i 2003 til London og kom ind på RAM hvor hun færdiggjorde sine studier hos professor Philip Doghan. Ved siden af havde hun voksende koncertvirksomhed. Hun var i London solist i Mendelssohns "Paulus", Rossinis "Petite Messe Solennelle", Carl Nielsens "Fynsk Forår" og hun sang "Flora" i Hampstead Garden Operas opsætning af Verdis "La traviata". I 2006 kom hun på Solistklassen på DKDM, og i 2008 fik hun en plads på Operaakademiet i København. Hun fik hermed lov til at udskyde sin debutkoncert fra Solistklassen til Radiohusets Koncertsal i 2009, hvor hun blandt andet opførte Alban Bergs værk "Sieben frühe Lieder" med Storstrøms Kammerensemble.
Ingeborgs operadebut fandt sted i 2010 på Det Kgl. Teater som 4. Magd i Richard Strauss' opera ”Elektra”, og hun har siden sunget flere hovedpartier på operascener i Europa som Det Kongelige Teater, Den Fynske Opera, Operaen i Midten, Guidopera, Operafabriken og Copenhagen Opera Festival. Hun har sunget ”Carmen”, ”Suzuki” (Madama Butterfly), ”Laura” (La Gioconda), Flora (La traviata), Maria (Maria de Buenos Aires), ”Hans” (Humperdincks børneopera "Hans og Grete"). Hun har sunget med Sjællands Symfoniorkester, Odense Symfoniorkester, Storstrøms Kammerensemble, Århus Simfonietta, Malmø Operaorkester og Magdeburg Philharmonikerne.
Ud over klassisk musik dyrker Ingeborg cross-over-genren, og hun har medvirket i Jesus Christ Superstar på Aarhus Teater, My Fair Lady, The Phantom of the Opera, Billy Elliott og Cats på Det ny Teater, Show Boat på Nørrebros Teater. Hun er med-komponist af nummeret Under den sidste hvide bro på tv-2s album De første kærester på månen fra 2005.
Ingeborg Børch var i 2010 både Sonning Stipendiat (kr. 60.000) og Wagnerselskabets stipendiat. Hun var en af 16 sangere til The Lauritz Melchior International Singing Competition i Ålborg i november 2017.

## Musikdramatik
Ingeborg Børch blev optaget på Operaakademiet i København i april 2008 og medvirkede i
- Mme Lidoine i Francis Poulencs Karmelitterindernes Samtaler (Operaakademiet 2010)
- Fjerde pige i Richard Strauss' Elektra (Det Kongelige Teater 2010)
- Grevinden i Mozarts Figaros Bryllup

- OperaakademietMussorgskijsbleant for rollen Xenia i Mussorgskijs Boris Godunov (Det Kongelige Teater 2011)
- 2012-13 med titelrollen[3] i Georges Bizets Carmen.
- 2013-14 som Suzuki i Puccinis Madama Butterfly

## CV
| Semi finalist, The Lauritz Melchior International Singing Competion 2017 | Arier: Waltraute, Brangäne, Erda, Erste Norne | R. Wagner      | Aalborg Concert Hall 10-18 November 2017 |
| Solist i Festkoncert                                                     | Uddrag fra Carmen og Cavalleria Rusticana     | Bizet/Mascagni | 3-9 oktober - Operaen i Povinsen         |
| Cover: Rossweisse, Waltraute,Schwertleide                                | Die Walkyre                                   | R. Wagner      | Den Ny Opera, Esbjerg                    |
| Emilia                                                                   | Othello                                       | G. Verdi       | Operafabriken, Sweden 2016 - tour        |
| Hans + scenograf + producent                                             | Hänsel und Gretel                             | E. Humperdinck | Copenhagen Operafestival 2016            |
| Madam Sommer                                                             | Eventyr I Rosenborg Have                      | P.Heise        | Copenhagen Opera Festival 2015           |
| Laura                                                                    | La Gioconda                                   | A. Poncielli   | Operafabriken, Sweden 2015 - tour        |
| Carmen                                                                   | Carmen                                        | G. Bizet       | Royal Danish Theatre (tour) 2013-14      |
| Eva Svoboda                                                              | Orpheus‘68                                    | P. Schwartz    | Den Fynske Opera, Operamidt 2013         |
| Suzuki                                                                   | Madama Butterfly                              | G. Puccini     | Royal Opera (tour)                       |
| Carmen                                                                   | Carmen                                        | G. Bizet       | Guidopera 2012                           |
| Suzuki                                                                   | Madama Butterfly                              | G. Puccini     | Guidopera 2011                           |
| Maria                                                                    | Maria de Buenos Aires                         | A. Piazolla    | Den Fynske Opera, Operamidt 2011         |
| Flora                                                                    | La Traviata                                   | G. Verdi       | Guidopera 2012-13                        |
| Mercedes                                                                 | Carmen                                        | G. Bizet       | Guidopera 2011-12                        |
| Ottavia                                                                  | L’incoronazione di Poppea                     | C. Monteverdi  | Opera Academy 2011                       |
| Xenia                                                                    | Boris Godunov                                 | M. Mussorgsky  | Royal Danish Theatre 2011                |
| Armando di Gondi                                                         | Maria de Rohan                                | G. Donizetti   | The Belcanto Company 2010                |
| 4. Magd                                                                  | Elektra                                       | R. Strauss     | Royal Danish Theatre 2010                |
| Countess                                                                 | Le nozze di Figaro                            | W.A. Mozart    | Opera Academy 2010                       |
| Mrs. Grose                                                               | Turn of the screw                             | B. Britten     | Opera Academy 2010                       |
| Mme. Lidoine                                                             | Dialogues des Carmelites                      | F. Poulenc     | Opera Academy 2010                       |
| Female Chorus                                                            | The rape of Lucretia                          | B. Britten     | Opera Academy 2009                       |
| Flora                                                                    | La Traviata                                   | G. Verdi       | Hampstead Garden Opera 2006              |
| 2nd Heks                                                                 | Dido & Aeneas                                 | H. Purcell     | Frederiksberg Castle 1998                |

| Koncerter og kirkemusik | YEAR      |
| Händel: The Messiah, Copenhagen | Dec. 2017 |
| Concert/Opera recital, Den Ny Opera - Esbjerg                                                                                           | Apr.2017  |
| Le nuits d'ete - Berlioz \|Oct. 2016 |           |
| Wesendoncklieder – Wagner Haugtussa – Grieg. Ringe Music Society                                                                        | Apr. 2016 |
| Thomas Adés: Life Story – Danish Lied Society                                                                                           | Feb.2016  |
| Operetta Boat Singer, Copenhagen Opera Festival                                                                                         | 2015      |
| Summer concert, Skive, DK. Conductor: Franz Rasmussen                                                                                   | 2013      |
| Pergolesi: Stabat Mater | 2012      |
| Opera Recital: Royal Danish Opera/ Opera Academy. Conductor: Tobias Ringborg                                                            | 2010      |
| Recital: Danish Wagner Society | 2010      |
| New Year concerts, Odense Philharmonics. Conductor: Christian Gansch                                                                    | 2009      |
| Debut Recital National Radiohouse. Broadcasted on National Radio.                                                                       | 2009      |
| Concert, Storstrøms kammerensemble Danish Chamber Players.                                                                              | 2008      |
| Concert, National museum of Art - Mussorgsky’s “Songs and dances of death” w. pianist Anne Holm Nielsen. Broadcasted on national radio. | 2008      |
| Puccini: Shepherd Boy in Concert performance of Tosca at St. John Smiths Sq.                                                            | 2006      |
| Rossini: “Petite Messe Solennelle”, London.                                                                                             | 2004      |

Ingeborg Børch er holistisk og fysiurgisk massageterapeut. Hun arbejder som behandler på en klinik, men bruger også denne kompetence på turneerne, hvor der ofte er en kollega, der har brug for hjælp.

### KulturBornholm
Ingeborg Børch lagde 1996-2007 dansk stemme til Barbiedukken i TV-reklamer. Det var anledningen
til, at hun blev inviteret til at optræde ved koncerten i Østermarie Kirke 6. juli 2013, hvor René Dif, der bl.a. er kendt for Aqua-sangen I'm a Barbie Girl, skulle kåres som æreskunstner i Østermarie. Det blev dog ikke til fælles optræden, da René Dif valgte ikke selv at synge ved koncerten. Men Ingeborg Børch leverede sammen med tenoren Magnus Vigilius og bassen Morten Lassenius Kramp et omfattende opera- og musicalindslag. Ingeborg Børch har siden medvirket ved KulturBornholms æreskunstnerkoncerter, i 2014 sammen med Prins Henrik, Gitta-Maria Sjöberg og i 2015 sammen med Dorthe Elsebet Larsen.

### The von Børch Family
Ingeborg Børch er også med i familiens ensemble The von Børch Family, der foruden hende selv består af hendes søster Elisabeth Børch (mezzosopran), hendes moder Marianne Børch (kontraalt) og hendes svoger Kristian Jørgensen (pianist). Ingeborg Børch er datter af operasangeren Jørgen Ole Børch (1951-2009).

## Legater og stipendier
- Edith Allers Mindelegat, der uddeles til et ungt talent (2002)
- Legat fra Karen og Arthur Feldthusens Legat for Unge Sang- og Klaverstuderende (2008)
- Legat fra Generalkonsul Friedrich Bøhm og datter Else Bøhm´s Fond (2009)
- Richard Wagner Selskabets stipendium (2010)[6]
- Et af årets ti stipendier fra Léonie Sonnings Musikstipendium (2010)[7]

## referencer
1. ↑  Ingeborg Børch - Mezzosopran på facebook
2. ↑  LMISC DK
3. ↑  På skift med Gitta-Maria Sjöberg og Signe Asmussen
4. ↑  "ecotrip: Ingeborg Børch". Arkiveret fra originalen 12. september 2015. Hentet 29. december 2015.
5. ↑  Blogger Jørgen Koefoed: Nu kan du og Barbie-Girl slentre en tur op og ned ad René Dif Gade i Østermarie
6. ↑  "Richard Wagner Selskabet: Stipendiater". Arkiveret fra originalen 23. juni 2012. Hentet 22. januar 2013.
7. ↑  Léonie Sonnings Musikfond: Stipendiat 2010 Ingeborg Børch, sopran (Webside ikke længere tilgængelig)